# CosIng-Datenbank
Die CosIng-Datenbank (von „Cosmetic Ingredients“) ist eine frei zugängliche Datenbank von Inhaltsstoffen, die Bestandteile von  Kosmetika sind. Sie wird unterhalten durch die Generaldirektion Binnenmarkt, Industrie, Unternehmertum und KMU der Europäischen Kommission.
Die Datenbank enthielt bei ihrer Einführung im Jahr 2008 mehr als 15 000 Einträge. Sie enthält Informationen aus folgenden Quellen:
- Verordnung (EG) Nr. 1223/2009 über kosmetische Mittel
- Richtlinie 76/768/EWG über kosmetische Mittel
- 96/335/EG: Beschluss der Kommission vom 8. Mai 1996 zur Festlegung einer Liste und einer gemeinsamen Nomenklatur der Bestandteile kosmetischer Mittel bzw. Änderung vom 9. Februar 2006
- Stellungnahmen zu kosmetischen Inhaltsstoffen des wissenschaftlichen Ausschusses für Verbrauchersicherheit (Scientific Committee for Consumer Safety)

Die Datenbank enthält zu den Inhaltsstoffen die Identifikatoren (INN-)Name, INCI, CAS-Nummer und EG-Nummer.